# 小幡和弘
小幡和弘（おばた かずひろ、1988年11月27日 - ）は、埼玉県草加市出身のサッカー選手。

## 来歴
西武台高等学校卒業後、立正大学に進学。サッカー部に所属せずに草加市社会人リーグのDie Kroneでプレイ。2014年スリランカ・チャンピオンズリーグのニューヤングスFCと契約。

## 所属クラブ
- 西武台高等学校
- Die Krone（立正大学）
- 2014年 -  ニューヤングスFC